# ヨゼフ・マソプスト
ヨゼフ・マソプスト（Josef Masopust, 1931年2月9日 - 2015年6月29日）は、チェコスロバキア（チェコ）・ストリミツェ出身のサッカー選手。ポジションはMF。1950年代から1960年代にかけてのチェコスロバキアを代表するサッカー選手で、1962年にはバロンドールを受賞した。

## 経歴
下部リーグのバニク・モストで頭角を現し、1950年に1部リーグのテプリツェと契約した。1952年、彼はスラヴィア・プラハへの移籍を希望していたが、結局ATKプラハへの加入を余儀なくされ、ここでキャリアのほとんどを過ごすことになる。当時、陸軍のクラブであるデュクラは兵役を利用した強制的な選手獲得を可能としていた。デュクラでは8回のリーグ優勝、3回のカップ優勝、1966-67シーズンのUEFAチャンピオンズカップ準決勝進出に代表されるクラブの黄金期を支えた。
チェコスロバキア代表デビューは1954年10月24日のハンガリー戦。1962年のワールドカップ・チリ大会では中心選手として全試合に出場して準優勝の原動力となり、決勝のブラジル戦では敗れたものの先制点を挙げた。同年には、チェコスロバキア人初となるバロンドールを受賞している。
軍務から解放された1968年には37歳となっていたが、西側のクラブへ移籍してベルギーのRWDモレンベークで1部昇格に貢献した。
監督としてはTJズブロヨフカ・ブルノを率いて1977-78シーズンのチェコスロバキア国内リーグで優勝を経験。1984年から1987年まではチェコスロバキア代表監督を務めた。
2004年にチェコサッカー協会は自国のゴールデンプレイヤー（過去50年間の最優秀選手）としてマソプストを選んだ。同年、「FIFA 100」にも選ばれた。
2015年6月29日死去。84歳没。

## タイトル

### 選手時代
デュクラ・プラハ
- リーグ：8回 (1953, 1956, 1958, 1961, 1962, 1963, 1964, 1966)
- カップ：3回 (1961, 1965, 1966)

個人タイトル
- バロンドール：1回 (1962)
- 20世紀世界最優秀選手 41位 (国際サッカー歴史統計連盟 1999年)

### 監督時代
ズブロヨフスカ・ブルノ
- リーグ：1回 (1978)

## 代表歴
- チェコスロバキア代表 1954-1966（63試合10得点）
  - 1958年FIFAワールドカップ・スウェーデン大会（グループリーグ敗退、4試合出場）
  - 1960年欧州ネイションズカップ（3位、4試合出場）
  - 1962年FIFAワールドカップ・チリ大会（準優勝、6試合出場1得点）